# Ivan Johnson (hockey sur glace, 1898)
Vous lisez un « bon article » labellisé en 2014.
Pour les articles homonymes, voir Ivan Johnson.
Temple de la renommée : 1958
Ivan Wilfred Johnson, surnommé Ching (né le 7 décembre 1898 à Winnipeg, dans la province du Manitoba au Canada, mort le 16 juin 1979 à Silver Spring, dans l'État du Maryland aux États-Unis), est un joueur professionnel canadien de hockey sur glace qui a joué pour les Rangers de New York et les Americans de New York, équipes de la Ligue nationale de hockey. Il est membre de l'équipe originale des Rangers et remporte par la suite deux Coupes Stanley avec eux. Il est nommé à quatre reprises dans les équipes d'étoiles de la LNH et joue également lors du match au bénéfice d'Ace Bailey, le premier Match des étoiles de l'histoire de la ligue.
Vétéran de la Première Guerre mondiale, Johnson ne commence à jouer au hockey au plus haut niveau qu'à l'âge de 28 ans alors qu'il fait le saut dans la Ligue nationale de hockey. Reconnu comme l'un des meilleurs hommes forts de l'histoire du hockey, il est un favori de la foule quand il joue ses 436 matchs avec les Americans et les Rangers. Il finit sa carrière en rejoignant pour ses dernières saisons les ligues mineures en tant que joueur, entraîneur et officiel. Johnson est admis au Temple de la renommée du hockey en 1958, il est également membre du Manitoba Sports Hall of Fame et du Manitoba Hockey Hall of Fame.

## Biographie

### Enfance et débuts
Ivan Johnson naît à Winnipeg au Manitoba le 7 décembre 1898. Il est un joueur accompli de football et de crosse dans son enfance. Il joint le Corps expéditionnaire canadien en 1916 et se bat pendant trois ans dans les tranchées françaises aux commandes d'un mortier. Après la guerre, il retourne à Winnipeg et travaille dans une compagnie de lumière électrique. Il joue au hockey de compétition pour la première fois en 1918 alors qu'il joint les Monarchs de Winnipeg dans la Winnipeg Senior Hockey League. Après deux saisons avec les Monarchs, il déménage à Eveleth où il joint l'équipe local pour jouer trois saisons dans la United States Amateur Hockey Association. Puis il joue trois saisons à Minneapolis, jouant la saison 1925-1936 avec les Millers de Minneapolis. Il est nommé étoile de la ligue en défense en 1924 et 1926.
Surnommé « Ivan the Terrible » à ses débuts, Johnson reçoit le surnom de « Ching » lorsque des supporteurs du défenseur crient « Ching, Ching Chinaman » pour l'encourager, Chinaman signifiant « homme de Chine ». Même s'il est de descendance irlandaise, il est surnommé « Chinaman », « Chink », puis finalement « Ching » puisqu'il est considéré comme ayant un visage asiatique. Son type de défensive physique le rend populaire auprès des supporteurs ; il est souvent vu avec un large sourire lorsqu'il donne ou reçoit une mise en échec pendant un match.

### Carrière dans la LNH

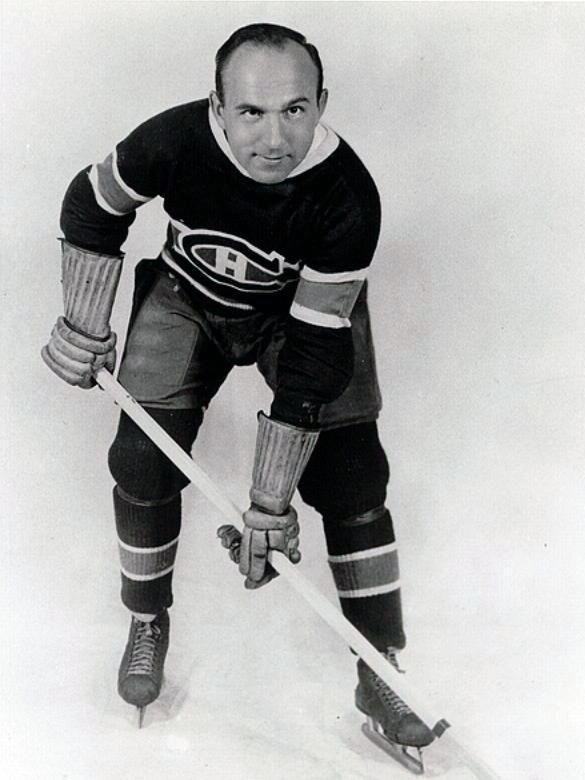
En 1931-1932, Johnson perd le Trophée Hart au profit d'Howie Morenz par un seul vote.

À la suite de cette saison, Johnson et son partenaire en défense Taffy Abel sont recrutés pour jouer avec la nouvelle franchise des Rangers de New York de la Ligue nationale de hockey. À la signature de son contrat, Johnson a 28 ans et il insiste pour avoir un contrat de trois ans, persuadé qu'il n'en signerait pas d'autres par la suite. Il fait ses débuts dans la LNH lors du match d'ouverture des Rangers le 16 novembre 1926 au cours d'une victoire de un à zéro contre les Maroons de Montréal. Défenseur physique et robuste, Johnson participe à seulement 27 des 44 matchs des Rangers cette saison en raison d'une clavicule cassée, mais finit quand même deuxième des Rangers au niveau des pénalités avec un total de 66 minutes. En 1927-1928, ses 146 minutes de pénalités le font terminer au premier rang de son équipe et au deuxième de la LNH derrière les 165 d'Eddie Shore des Bruins de Boston. Offensivement, il réussit sa meilleure saison avec 10 buts. Deuxièmes de la saison régulière, les Rangers parviennent à remporter la finale de la Coupe Stanley contre les Maroons de Montréal . De plus, il reçoit le plus grand nombre de votes des partisans pour la récompense du joueur le plus utile des équipes de hockey sur glace basées à New York.
Johnson rate une grande partie de la saison 1928-1929 après s'être cassé la cheville lors d'un match en décembre contre les Maroons. Quelques jours plus tard, il doit être secouru d'un feu dans l'hôpital de Montréal dans lequel il est en convalescence. Il manque pratiquement l'intégralité de la saison 1928-1929, mais il est en mesure de revenir au jeu pour les séries éliminatoires. Il aide alors les Rangers à atteindre la finale mais ils sont défaits par les Bruins de Boston.
Après trois saisons passées avec les Rangers, le contrat de Johnson arrive donc à échéance. La franchise qui ouvre son camp d'entraînement a des réticences à accepter les prétentions salariales du joueur. En novembre, ne voyant pas la situation se débloquer, il menace de prendre sa retraite mais finalement les deux parties s'entendent pour une nouvelle période de trois ans. Il joue 30 matchs avec les Rangers cette saison, mais en manque encore une fois une bonne partie en raison d'une mâchoire brisée. Johnson revient à nouveau à temps pour les séries éliminatoires, mais doit porter un masque d'acier pour protéger son visage alors que son équipe est éliminée en demi-finale.
Johnson reste en santé pour l'intégralité de la saison 1930-1931 ; il joue les 44 matchs de son équipe et est nommé dans la seconde équipe d'étoiles en tant que défenseur. Au cours de la saison suivante, il ne manque qu'une rencontre et est nommé dans la première équipe d'étoiles. Alors que son équipe perd en finale de la Coupe Stanley, Johnson est dans la course pour remporter le Trophée Hart du joueur le plus utile de la ligue. Il finit deuxième, un vote derrière Howie Morenz, joueur vedette des Canadiens de Montréal. Il est encore nommé dans la première équipe d'étoiles en 1932-1933 alors que les Rangers remportent leur deuxième Coupe Stanley en battant les Maple Leafs de Toronto 3 matchs à 1.
En 1933-1934, Johnson est encore nommé dans une équipe d'étoiles, et ce pour une quatrième fois d'affilée. Cette fois-ci, il s'agit de la seconde équipe d'étoiles. Il participe également au premier Match des étoiles de la Ligue nationale de hockey, non officiel, lorsque la ligue organise un match au bénéfice du joueur des Maple Leafs, Ace Bailey, dont la carrière prend fin à la suite d'un choc en début de saison. Johnson songe à la retraite après cette saison puisqu'il est encore en conflit avec l'organisation des Rangers au sujet d'un nouveau contrat, mais signe finalement une prolongation avant le début de la saison. Sa saison 1934-1935 est encore ralentie par une blessure, mais il est encore en mesure de revenir pour les séries éliminatoires.
Avant la saison 1936-1937, Johnson signe un contrat avec les Rangers pour prendre le rôle l’entraîneur de la défense de l'équipe en plus de son poste de titulaire. Il joue 35 matchs, mais ne marque aucun point. Alors qu'il joue peu et qu'une équipe mineure lui propose un poste d’entraîneur, il demande aux Rangers de le libérer à la fin de la saison. Pensant que Johnson est devenu trop lent pour jouer au plus haut niveau, l'équipe accepte sa demande. Malgré tout, il signe pour sa dernière saison dans la LNH avec les Americans de New York.

### Après la LNH
À l'âge de 40 ans, Johnson retourne avec les Millers de Minneapolis en tant que joueur et entraineur pour la saison 1938-1939. Il devient rapidement la vedette la plus connue de l'Association américaine de hockey et attire les spectateurs dans les matchs où il est présent. Il est nommé dans la seconde équipe d'étoiles de l'AHA en 1939,. Il reste avec ses deux emplois durant deux saisons avec de démissionner en 1940. Il devient ensuite entraineur en Californie, avant de revenir dans l'est du pays pour entrainer les Lions de Washington dans la Ligue américaine de hockey. Il office également en tant qu'arbitre dans l'Eastern Hockey League. Durant un match en 1944 au cours duquel il est juge de ligne, Johnson oublie qu'il n'est plus joueur et met en échec l'un d'eux. Lorsqu'il se fait interroger sur l'incident à la suite de la partie, il dit que c'est l'instinct qui lui a fait faire la mise en échec.
En reconnaissance de sa carrière, Johnson est admis au Temple de la renommée du hockey en 1958 puis au Manitoba Sports Hall of Fame and Museum en 1994. Membre honoraire du Manitoba Hockey Hall of Fame, il est désigné comme faisant partie de sa seconde équipe d'étoiles du siècle.
Après avoir arrêté le hockey, Johnson travaille dans la construction à Washington puis se retire dans la communauté avoisinante de Silver Spring au Maryland. Lui et sa femme Ellen ont deux enfants : Geraldine et James. Il a quatre petits-enfants et un arrière petit-enfant au moment de sa mort en 1979.

## Statistiques

### Comme joueur
| Saison     | Équipe                 | Ligue      |                            | Saison régulière           | Saison régulière           | Saison régulière           | Saison régulière           | Saison régulière           |                            | Séries éliminatoires       | Séries éliminatoires       | Séries éliminatoires       | Séries éliminatoires | Séries éliminatoires |
| Saison     | Équipe                 | Ligue      | PJ                         | B                          | A                          | Pts                        | Pun                        | PJ                         | B                          | A                          | Pts                        | Pun                        |                      |                      |
| 1918-1919  | Monarchs de Winnipeg   | WSrHL      | Statistiques indisponibles | Statistiques indisponibles | Statistiques indisponibles | Statistiques indisponibles | Statistiques indisponibles | Statistiques indisponibles | Statistiques indisponibles | Statistiques indisponibles | Statistiques indisponibles | Statistiques indisponibles |                      |                      |
| 1919-1920  | Monarchs de Winnipeg   | WSrHL      | 7                          | 6                          | 3                          | 9                          | 10                         | -                          | -                          | -                          | -                          | -                          |                      |                      |
| 1920-1921  | Rangers d'Eveleth      | USAHA      | Statistiques indisponibles | Statistiques indisponibles | Statistiques indisponibles | Statistiques indisponibles | Statistiques indisponibles | Statistiques indisponibles | Statistiques indisponibles | Statistiques indisponibles | Statistiques indisponibles | Statistiques indisponibles |                      |                      |
| 1921-1922  | Rangers d'Eveleth      | USAHA      | Statistiques indisponibles | Statistiques indisponibles | Statistiques indisponibles | Statistiques indisponibles | Statistiques indisponibles | Statistiques indisponibles | Statistiques indisponibles | Statistiques indisponibles | Statistiques indisponibles | Statistiques indisponibles |                      |                      |
| 1922-1923  | Rangers d'Eveleth      | USAHA      | 20                         | 4                          | 0                          | 4                          | 26                         | -                          | -                          | -                          | -                          | -                          |                      |                      |
| 1923-1924  | Millers de Minneapolis | USAHA      | 20                         | 9                          | 3                          | 12                         | 34                         | -                          | -                          | -                          | -                          | -                          |                      |                      |
| 1924-1925  | Rockets de Minneapolis | USAHA      | 40                         | 8                          | 0                          | 8                          | 43                         | -                          | -                          | -                          | -                          | -                          |                      |                      |
| 1925-1926  | Millers de Minneapolis | LCH        | 38                         | 15                         | 5                          | 19                         | 92                         | 3                          | 2                          | 0                          | 2                          | 6                          |                      |                      |
| 1926-1927  | Rangers de New York    | LNH        | 27                         | 3                          | 2                          | 5                          | 66                         | 2                          | 0                          | 0                          | 0                          | 6                          |                      |                      |
| 1927-1928  | Rangers de New York    | LNH        | 43                         | 10                         | 6                          | 16                         | 146                        | 9                          | 1                          | 1                          | 2                          | 46                         |                      |                      |
| 1928-1929  | Rangers de New York    | LNH        | 9                          | 0                          | 0                          | 0                          | 14                         | 6                          | 0                          | 0                          | 0                          | 26                         |                      |                      |
| 1929-1930  | Rangers de New York    | LNH        | 30                         | 3                          | 3                          | 6                          | 82                         | 4                          | 0                          | 0                          | 0                          | 14                         |                      |                      |
| 1930-1931  | Rangers de New York    | LNH        | 44                         | 2                          | 6                          | 8                          | 77                         | 4                          | 1                          | 0                          | 1                          | 17                         |                      |                      |
| 1931-1932  | Rangers de New York    | LNH        | 47                         | 3                          | 10                         | 13                         | 106                        | 7                          | 2                          | 0                          | 2                          | 24                         |                      |                      |
| 1932-1933  | Rangers de New York    | LNH        | 48                         | 8                          | 9                          | 17                         | 127                        | 8                          | 1                          | 0                          | 1                          | 14                         |                      |                      |
| 1933-1934  | Rangers de New York    | LNH        | 48                         | 2                          | 6                          | 8                          | 82                         | 2                          | 0                          | 0                          | 0                          | 4                          |                      |                      |
| 1934-1935  | Rangers de New York    | LNH        | 26                         | 2                          | 3                          | 5                          | 34                         | 3                          | 0                          | 0                          | 0                          | 2                          |                      |                      |
| 1935-1936  | Rangers de New York    | LNH        | 47                         | 5                          | 3                          | 8                          | 58                         | -                          | -                          | -                          | -                          | -                          |                      |                      |
| 1936-1937  | Rangers de New York    | LNH        | 34                         | 0                          | 0                          | 0                          | 2                          | 9                          | 0                          | 1                          | 1                          | 4                          |                      |                      |
| 1937-1938  | Americans de New York  | LNH        | 32                         | 0                          | 0                          | 0                          | 10                         | 6                          | 0                          | 0                          | 0                          | 2                          |                      |                      |
| 1938-1939  | Millers de Minneapolis | AHA        | 47                         | 2                          | 9                          | 11                         | 60                         | -                          | -                          | -                          | -                          | -                          |                      |                      |
| 1939-1940  | Millers de Minneapolis | AHA        | 48                         | 0                          | 4                          | 4                          | 26                         | -                          | -                          | -                          | -                          | -                          |                      |                      |
| 1940-1941  | Ironmen de Marquette   | NMHL       | Statistiques indisponibles | Statistiques indisponibles | Statistiques indisponibles | Statistiques indisponibles | Statistiques indisponibles | Statistiques indisponibles | Statistiques indisponibles | Statistiques indisponibles | Statistiques indisponibles | Statistiques indisponibles |                      |                      |
|            |                        |            |                            |                            |                            |                            |                            |                            |                            |                            |                            |                            |                      |                      |
| 1943-1944  | Wolves d'Hollywood     | PCHL       | Statistiques indisponibles | Statistiques indisponibles | Statistiques indisponibles | Statistiques indisponibles | Statistiques indisponibles | Statistiques indisponibles | Statistiques indisponibles | Statistiques indisponibles | Statistiques indisponibles | Statistiques indisponibles |                      |                      |
|            |                        |            |                            |                            |                            |                            |                            |                            |                            |                            |                            |                            |                      |                      |
| 1953-1954  | Flyers d'Edmonton      | WHL        |                            | 19                         | 5                          | 0                          | 5                          | 6                          |                            | -                          | -                          | -                          | -                    | -                    |
| Totaux LNH | Totaux LNH             | Totaux LNH |                            | 435                        | 38                         | 48                         | 86                         | 808                        |                            | 60                         | 5                          | 2                          | 7                    | 159                  |

### Comme entraineur
| Saison    | Équipe                 | Ligue |    | PJ | V  | D | N                |  | Séries éliminatoires |
| 1938-1939 | Millers de Minneapolis | AHA   | 54 | 31 | 17 | 6 | Perd au 1er tour |  |                      |
| 1939-1940 | Millers de Minneapolis | AHA   | 48 | 26 | 22 | 0 | Perd au 1er tour |  |                      |
| 1941-1942 | Lions de Washington    | LAH   | 56 | 20 | 30 | 6 | Perd au 1er tour |  |                      |
| 1942-1943 | Lions de Washington    | LAH   | 56 | 14 | 34 | 8 | Non qualifié     |  |                      |

## Trophées et honneurs personnels
- Première équipe d'étoiles de l'USAHA en 1923-1924
- Première équipe d'étoiles de la LCH en 1925-1926
- Ligue nationale de hockey
  - Coupe Stanley en 1928 et 1933.
  - Première équipe d'étoiles :  1932 et 1933.
  - Seconde équipe d'étoiles :  1931 et 1934[35].
- Seconde équipe d'étoiles de l'AHA en 1938-1939